# Виброхвост

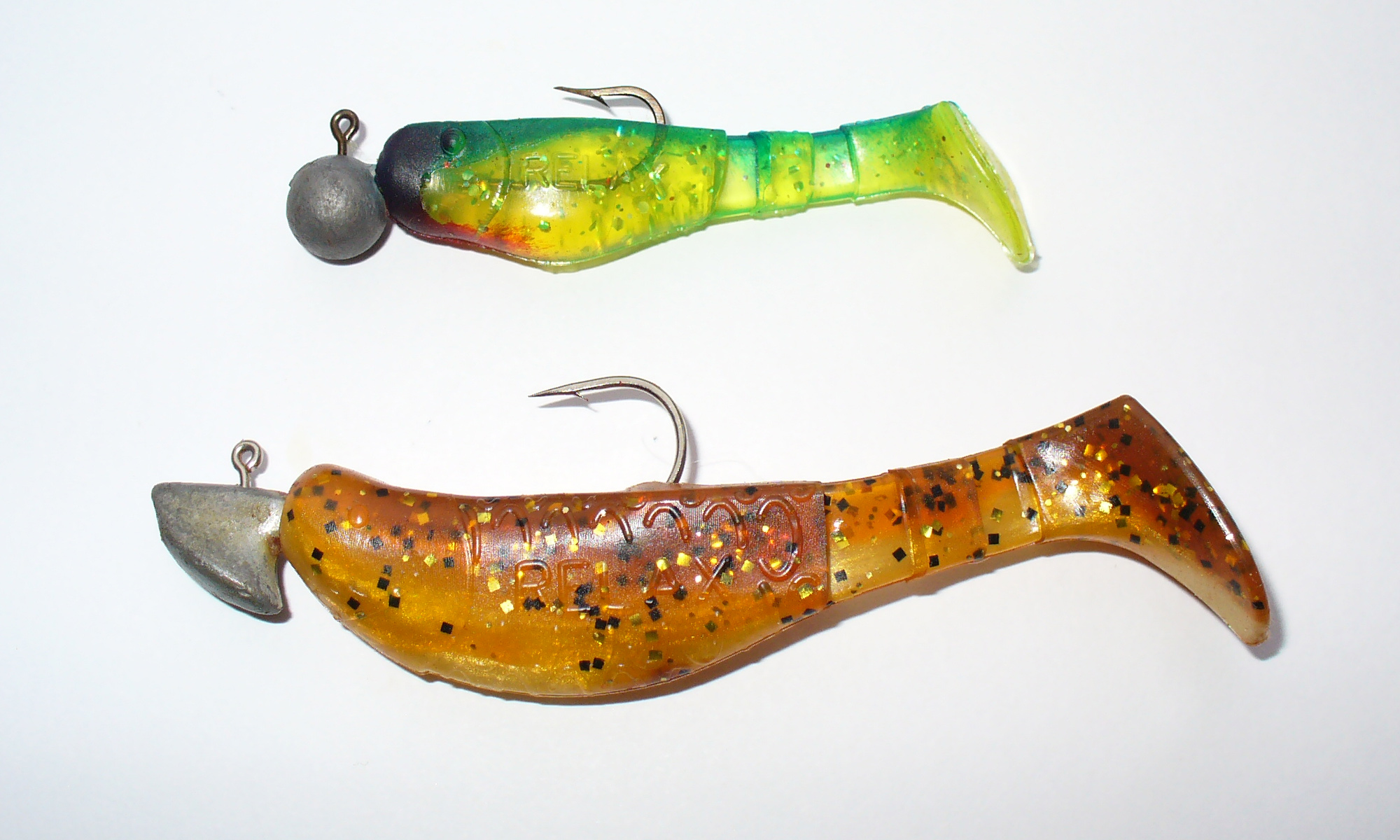
Виброхвост на джиг-головке

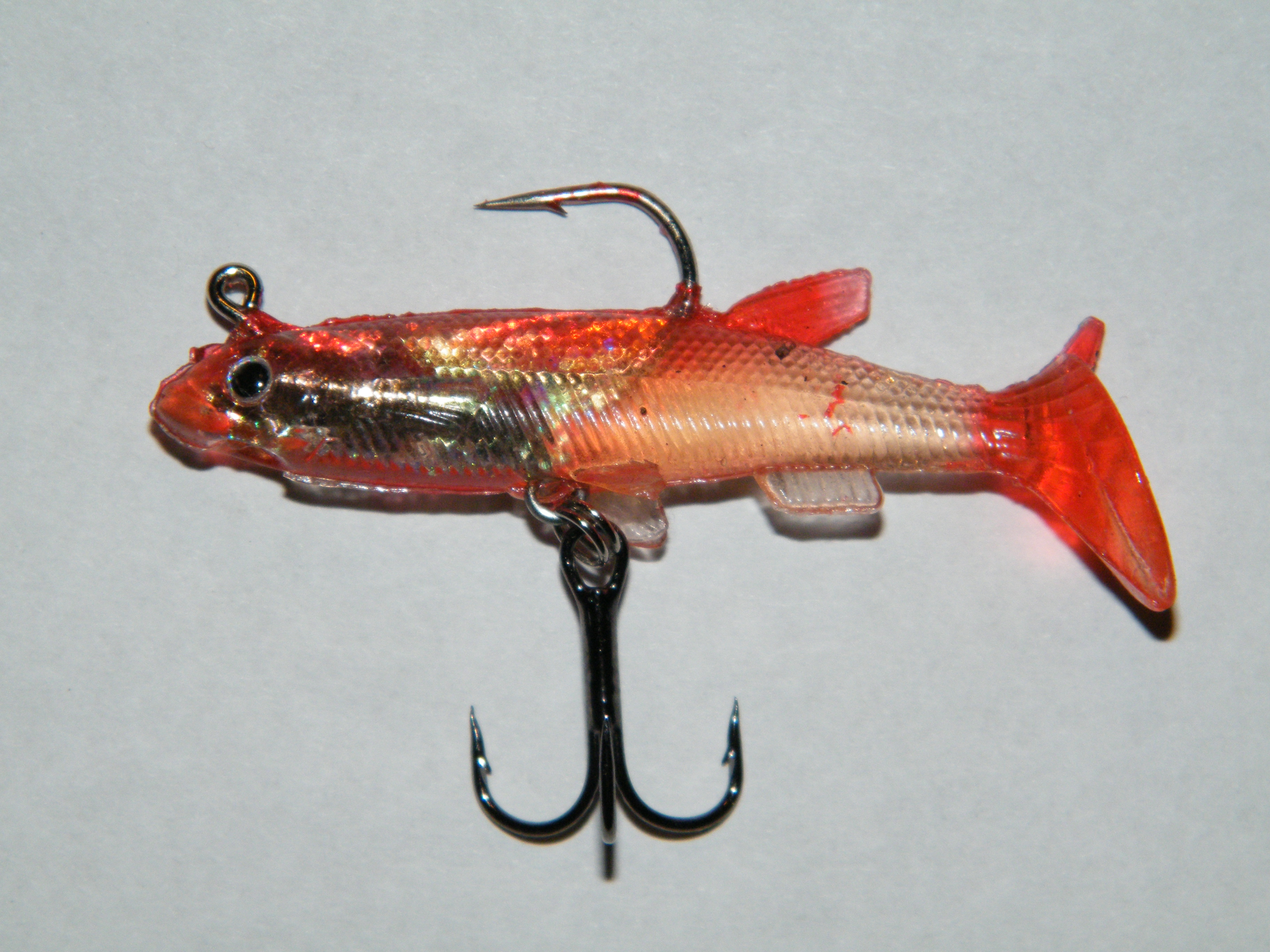
Несъёмный виброхвост с тройником
(грузило внутри)

Виброхвост — искусственная рыболовная приманка. По своей форме напоминает маленькую рыбку с плоским хвостом, который установлен перпендикулярно продольной оси тела.
Изготавливается из мягкого пластика, силикона или других полимерных материалов. Важными характеристиками виброхвоста являются мягкость, эластичность, способность сохранять свои свойства в холодной воде (менее 10°С). Некоторые модели виброхвостов пропитывают ароматизаторами и солёными составами.
Виброхвост используется в качестве приманки (насадки) для ловли хищной рыбы. В рыбалке спиннингом виброхвост обычно насаживают на огруженный офсетный крючок или джиг-головку, однако в Северной Америке часто применяются так называемые разнесённые оснасти (каролина, техасская оснастка, дроп-шот, отводной поводок) для ловли как большеротого, так и малоротого окуня. В России же применение разнесённых оснасток встречается реже, но, несмотря на это, разнесённые оснасти очень эффективны, особенно по пассивной щуке и "отечественному" окуню. Использование огруженных силиконовых или других мягких искусственных приманок в сочетании с разными типами оснасток образует отдельное направление в спиннинговой ловле: джиговая ловля хищной рыбы. Грамотное применение джиговых оснасток, владение основными методами проводки совместно с чувствительным удилищем — это грозное "оружие" в руках искушённого рыболова. Виброхвост — относительно недорогая рыболовная приманка, по сравнению с блёснами и воблерами, что очень важно для рыбака. Основной метод проводки этой приманки — классическая «ступенька» — чередование подмотки катушкой и пауз.